# 譜雙
《譜雙》，是南宋時详记东亚多種雙陸棋變體的局盘制度、布子格式、行马规则等的重要文献，洪遵著。

## 介紹種類
- 北双陆：流行于辽金，有五種。
  - 平双陆：又名契丹双陆。
  - 三梁双陆：又名汉家双陆。
  - 七梁双陆
  - 打间双陆
  - 回回双陆

- 南双陆：流行于广东番禺一带，又称番禺双陆，有五種。
  - 啰赢双陆
  - 下囋双陆
  - 三堆双陆
  - 不打双陆
  - 佛双陆

- 南番双陆：有三種。
  - 四架八双陆
  - 南皮双陆
  - 大食双陆

- 东夷双陆